# Slieve Mish Mountains
Slieve Mish Mountains är en bergskedja i republiken Irland.   Den ligger i grevskapet Ciarraí och provinsen Munster, i den sydvästra delen av landet, 270 km sydväst om huvudstaden Dublin.
Slieve Mish Mountains sträcker sig 22,6 km i öst-västlig riktning. Den högsta toppen är Baurtregaun, 851 meter över havet.
Topografiskt ingår följande toppar i Slieve Mish Mountains:
- Baurtregaun
- Caherbla
- Caherconree
- Castle Hill
- Corrin
- Gearhane
- Glanbrack Mountain
- Gortaleen Mountain
- Knockauncorragh
- Knockawaddra
- Knockbrack
- Knockmichael Mountain
- Knockmore
- Knockmoyle
- Lack Mountain
- Moanlaur